# Будинок жіночої гімназії (Вінниця)
Будинок жіночої гімназії — пам'ятка архітектури і містобудування місцевого значення «Жіноча гімназія» (охоронний номер 225-М від 14.07.1994).

## Історія
У зв'язку із необхідністю розбудови системи навчальних закладів у місті, міською владою у 1900 році було підготовлено клопотання та отриманий дозвіл на заснування жіночої гімназії.
Під забудову була придбана земельна ділянка у центрі Вінниці та виділені кошти для проведення будівельних робіт.
У 1901 році за проєктом архітектора Григорія Артинова будівлю гімназії було збудовано та у вересні того ж року заклад розпочав свою діяльність.
Гімназія працювала до 1922 року. В подальшому на її базі була відкрита семирічна (з 1933 року — повна середня) трудова школа № 2 імені Леніна.
Упродовж нацистської окупації міста, у приміщеннях навчального закладу розташовувались казарми та поліцейська комендатура. Під час відступу німецьких військ будівля школи була зруйнована.
У 1947—1949 роках споруда була реконструйована за проєктом архітектора Антонія Крейчі.
На даний час в будівлі знаходиться школа-гімназія № 2.

## Архітектура та планування
Гімназія була зведена як двоповерхова  будівля у стилі «модерн»,  на головному фасаді якої була розташована трицентрова арка.
Планування приміщень — коридорне.
На першому поверсі знаходилися приміщення молодших класів, клас малювання, кабінет директора та кімнати для сніданків.
На другому — актовий зал, навчальні класи, клас музики, вчительська кімната та квартира головної наглядачки.
Для опалення приміщення застосовувалися пічки, для освітлення — гасові лампи..

## Особи, пов'язані із закладом
- Микола Леонтович, викладач музики у жіночій гімназії;
- В'ячеслав Коренєв, викладач малювання у жіночій гімназії;
- Родіон Скалецький, вчитель української мови у школі № 2;
- Михайло Лошак, випускник школи № 2, в подальшому — художник, член Національної спілки художників УРСР[7][8].